# オットー・エドゥアルト・ヴィンツェンツ・ウレ

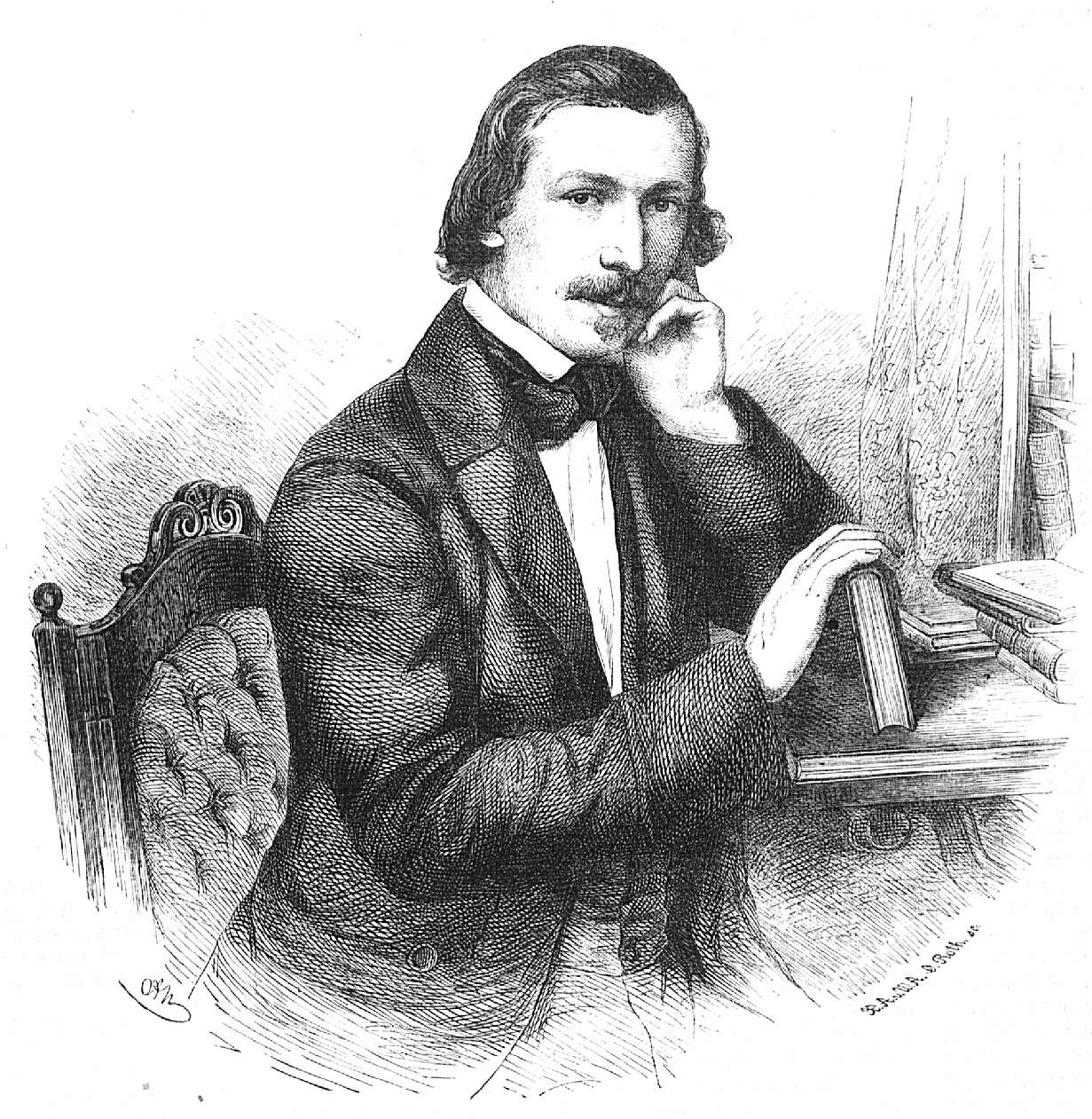
1858年の『ガルテンラウベ』に掲載されたウレの肖像画

オットー・エドゥアルト・ヴィンツェンツ・ウレ（Otto Eduard Vincenz Ule、1820年1月22日 - 1876年8月7日）は、自然科学の普及で知られるドイツの作家。植物学者エルンスト・ハインリヒ・ゲオルク・ウレ（1854–1915）と地理学者ヴィルヘルム・ウレ（1861–1940）は子である。

## 生涯
ロッソウ生まれ。1840年からハレ大学で学び、当初は神学を専攻したが、後に数学と自然科学に変更し、ヘルマン・ブルマイステルの弟子になった。その後、ベルリン大学でハインリヒ・ヴィルヘルム・ドヴェの下で教育を受け、1845年にハレ大学から修士号を取得した。1846年よりフランクフルト・アン・デア・オーデルで、1848年から1851年までハレ近くのケッツの農業大学で、自然科学の授業を行った。その後は私的な研究に専念し、フリーランスの作家として働いた。1852年には、蘚苔学者カール・ミュラー、博物学者エミール・アドルフ・ロスメッスラーとともに大衆雑誌"Die Natur"を共同で創刊した。
生涯を通じて政治活動にも積極的だった。1860年代、ハレとザーレクライスで独立進歩党を設立した。
1876年、ボランティアの消防隊の司令官を務めているときに、落下した破片で重傷を負い、翌8月7日に死亡した。

## 著作
- Untersuchung über den Raum und die Raumtheorien des Aristoteles und Kant, 1850 – Study of space and the space theories of Aristotle and Kant.
- Das Weltall. Beschreibung und Geschichte des Kosmos im Entwicklungskampfe der Natur (2 volumes, 1850) – The universe; description and history of the cosmos in the developing struggle of nature.
- Die Natur. Ihre Kräfte, Gesetze und Erscheinungen im Geiste kosmischer Anschauung, 1851 – Nature, its forces, laws and phenomena in the spirit of cosmic intuition.
- Die Wunder der Sternenwelt, 1860 – The wonders of the starry world.
- Die neuesten Entdeckungen in Afrika, Australien, und der arktischen Polarwelt mit besonderer Rucksicht auf die Natur- und Kulturverhältnisse der entdeckten Länder, 1861 – The latest discoveries in Africa, Australia and the Arctic polar world.
- Dr. Otto Ule’s ausgewählte kleine naturwissenschaftliche Schriften (4 volumes, 1864–67) – Ule's selected smaller scientific writings.[4]
- Alexander von Humboldt, 1869 – On Alexander von Humboldt.
- Die Erde und die Erscheinungen ihrer Oberfläche, eine physische Erdbeschreibung (with Élisée Reclus, 1871; 2nd edition by Wilhelm Ule, 1892) – The earth and the phenomena of its surface.[5]